# شعب المبايا
المبايا أو المبيا هم مجموعةً عرقية أُطلق عليها عادةً اسم «الهنود»، وقد تنقّلت على جانبي نهر باراغواي، على الحدود الشمالية الغربية لشمال باراغواي، وشرق بوليفيا، وفي مقاطعة ماتو غروسو دو سول المتاخمة في البرازيل. وقد أطلق عليها اسم «كادوفيو». في القرن السادس عشر، كان يُطلق على شعب المبايا اسم «غوايكورو»، وهو الاسم الذي استخدم بصفةٍ عامّة فيما بعد ليصف جميع الهنود الرُّحل وشبه الرُّحل في غران تشاكو. شعب كاديويو في البرازيل هو الفرع الباقي من شعب المبايا.
أطلق المبايا على أنفسهم اسم «إييغواييجيس»، أي شعب النخيل، في إشارةٍ إلى أشجار النخيل الوفيرة في وطنهم الأم. تحدث المبابا لغةً غوايكوروانية. لقد كانوا مقاتلين «أشدّاء» و«أبقوا الأوروبيين –المستوطنين والكهنة على حدٍ سواء– بعيدًا» لأكثر من 300 عام.
كان شعب المبايا من البدو الرُّحل. ونتيجةً لاغتنامهم الخيول من الإسبان، طوّر شعب المبايا ثقافة الفروسية بحلول عام 1600 وكان يمثّل تهديدًا خطيرًا للمستوطنين الإسبان والبرتغاليين والمبشّرين والحكومات في باراغواي وبوليفيا والبرازيل حتى نهاية القرن التاسع عشر. وقد أغاروا على مجموعاتٍ هندية أخرى وعمدوا إلى إخضاعها، ولا سيما الغوانا. كانوا ودودين بشكلٍ عام مع الباياغوا، الذين عاشوا على طول نهر باراغواي وكانوا يتمتّعون بثقافة نهرية.

## تاريخهم

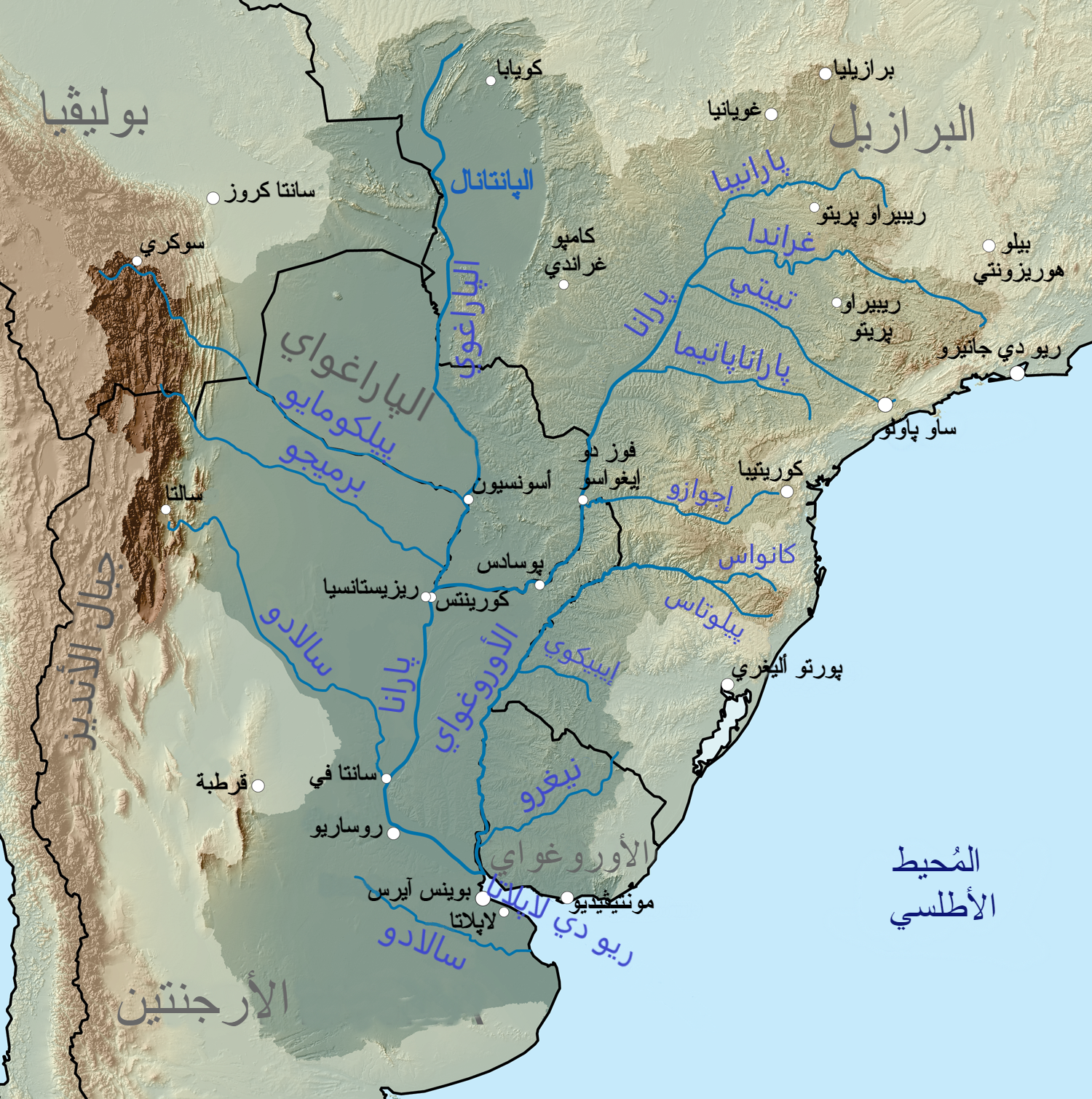
عاش شعب المبايا غرب نهر باراجواي وشمال نهر بيلكومايو في منطقة غران تشاكو.

كانت مصطلحات المبايا والغوايكورو مرادفة بالنسبة لمستعمرين الإسبان الأوائل. أصبح «الغوايكورو» هو الاسم الجماعي الذي ينطبق على جميع المجموعات العرقية الناطقة بلغاتٍ مشابهة، تسمّى الغوايكورونية، في حين استُخدم اسم المبايا للإشارة بنحوٍ أضيق إلى عدة جماعاتٍ ضعيفة التنظيم في شمال غران تشاكو. في القرن الثامن عشر، اعتقد الإسبان أن عدد المبايا يتراوح بين سبعة وثمانية آلاف شخص.

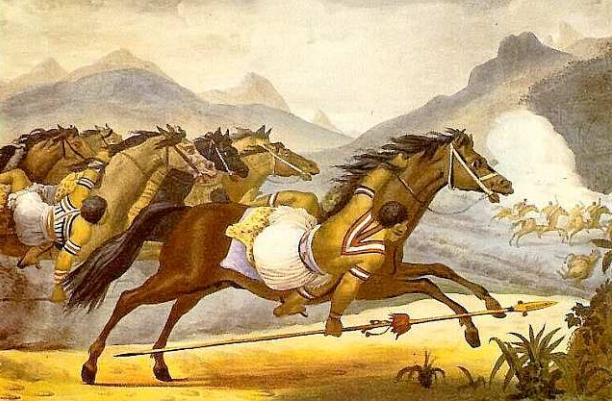
غواياكورو (ربما مبايا) في الحرب في البرازيل في أوائل القرن التاسع عشر.

عند اتصالهم لأوّل مرة مع المستكشفين الإسبان في العقود الأولى من القرن السادس عشر، كان المبايا يعيشون شمال نهر بيلكومايو على الضفة الغربية من نهر باراغواي. في عام 1542، أقدم الحاكم الإسباني لباراغواي، ألفار نونييث كابيثا دي فاكا، مع حلفاءه المنتمين لشعب الغواراني على شنّ عمليةٍ عسكرية كبيرة ضد المبايا شمال شرق أسونسيون. كان شعب المبايا يغير على شعوب الغواراني المستقرة ووافق الإسبان على المساعدة في حمايتهم. كانت الحملة ناجحة، لكنها ساعدت في خلق عداوةٍ دائمة بين المبايا والإسبان. خلال القرن التالي، استحوذ شعب المبايا عن طريق السرقة أو التجارة على الخيول والأدوات الحديدية والأسلحة من الإسبان وأصبح أكثر تهديدًا، لا سيما على شعب الغواراني الذي عاش شرق نهر الباراغواي. في عام 1661، هاجر بعض أفراد شعب المبايا شرق النهر، ودمّروا بعثةً يسوعية، ويُطلق عليها أيضًا «مستوطنة يسوعية»، وهجّروا شعب الغواراني في منطقة إيتاتين القديمة، الواقعة جنوب غرب مدينة كامبو غراندي الحالية بالبرازيل.